# Erckmann-Chatrian

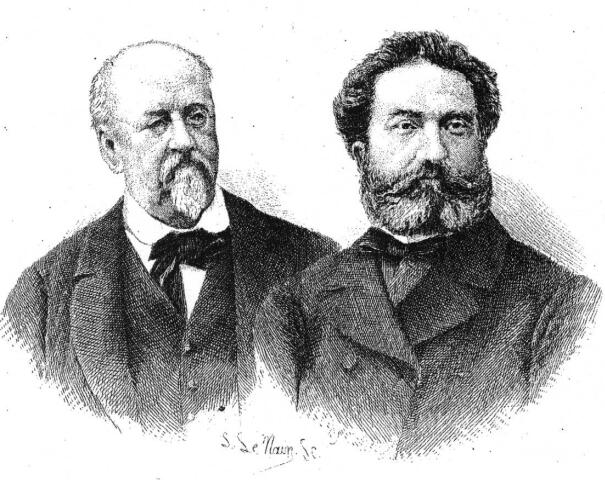
Erckmann-Chatrian.

Erckmann-Chatrian è il nome con il quale pubblicarono le loro opere due scrittori francesi di origine alsaziana: Emile Erckmann (Phalsbourg, 20 maggio 1822 - Luneville 14 marzo 1899) e Alexandre Chatrian (Le Grand-Soldat, 18 dicembre 1826 - Villemomble, 3 settembre 1890). 
La loro decennale collaborazione si interruppe solo quando scoppiò fra i due un'accesa controversia nel 1889, relativa ai ruoli nei quali erano impegnati: Erckmann si occupava maggiormente della stesura dei romanzi e delle novelle, mentre Chatrian curava le pubblicazioni e i rimaneggiamenti per la scena.
Il loro primo successo fu L'illustre Dottor Mathéus, pubblicato nel 1859. A questa fecero seguito molte altre pubblicazioni, in particolare romanzi e commedie, nei quali veniva rievocato l'ambiente della campagna tedesca con realismo e toni tipici dei racconti popolari.
Alcune opere furono ispirate da Hoffmann, altre invece condannavano la guerra ed esaltavano la libertà e gli ideali repubblicani.
Fra le opere più conosciute: Racconti delle rive del Reno (1862), Madame Thérèse (apprezzato da Van Gogh), L'amico Fritz (1864), adattato per il teatro nel 1877 in Francia, da cui nel 1891 Pietro Mascagni trasse una commedia lirica in tre atti (vedi), Racconti popolari (1866), Storia di un contadino (1868-1870), I Rantzau (1882, commedia).

## Opere
- Malédiction; Vin rouge et vin blanc (1849)
- L'Alsace en 1814, commedia (1850)
- Science et génie, storia fantastica (1850)
- Schinderhannes ou les Brigands des Vosges (1852)
- Le Bourgmestre en bouteille (di Erckmann, 1856)
- L'Illustre Docteur Mathéus (1856)
- Contes fantastiques: Le Requiem du corbeau, Rembrandt et L'Œil invisible (1857)
- Gretchen et La Pie (1858)

- Les Lunettes de Hans Schnaps (1859)
- Le Rêve du cousin Elof (1859)
- La Montre du doyen (1859)
- Hans Storkus (1859)
- Les Trois âmes (1859)
- Hugues-le-loup (1859)
- Contes de la montagne; Contes fantastiques (1860)
- Maître Daniel Rock (1861)
- Le Fou Yégof (1861)
- L'Invasion ou le Fou Yégof (1862)
- Les Contes du bord du Rhin (1862)
- Confidences d'un joueur de clarinette (1862)
- Madame Thérèse (1863)
- La Taverne du jambon de Mayence (1863)
- Confidences d'un joueur de clarinette (1863)
- Les Amoureux de Catherine (1863)
- Histoire d'un conscrit de 1813 (1864)
- L'Ami Fritz (1864)
- Waterloo (seguito di Conscrit de 1813, 1865)
- Histoire d'un homme du peuple (1865)
- La Maison forestière (1866)
- La Guerre (1866)
- Le Blocus (1866)
- Contes et romans populaires (1867)
- Le Juif polonais, commedia (1867)
- Histoire d'un paysan (1867)

- Histoire du plébiscite racontée par un des 7 500 000 oui, saggio (1871)
- Lettre d'un électeur à son député, pamphlet (1871)
- Les Deux Frères (1871)
- Histoire d'un sous-maître (1871)
- Une campagne en Kabylie (1873)
- Les Années de collège de Maître Nablot (1874)
- Le Brigadier Frédéric, histoire d'un Français chassé par les Allemands (1874)
- Maître Gaspard Fix, histoire d'un conservateur (1875)
- L'Education d'un féodal (1875)
- L'Intérêt des paysans, lettre d'un cultivateur aux paysans de France, saggio (1876)
- Contes et romans alsaciens (1876)
- Souvenirs d'un ancien chef de chantier à l'isthme de Suez (1876)
- Les Amoureux de Catherine e L'Ami Fritz, commedie (adattate da Chatrian, 1877)
- Contes vosgiens (1877)
- Alsace ou les fiancés d'Alsace, commedia (adattata da Chatrian da Histoire du plébiscite, 1880)
- Le Grand-père Lebigre (1880)
- Les Vieux de la vieille (1880)
- Quelques mots sur l'esprit humain, résumé de la philosophie d'Erckmann, saggio (1880)
- Le Banni (seguito di Le Brigadier Frédéric, 1881)
- La Taverne des Trabans, commedia (adattata da La Taverne du jambon de Mayence, 1881)
- Les Rantzau, commedia (adattata da Deux Frères, 1882)
- Madame Thérèse, commedia (adattata da Chatrian, 1882)
- Le Banni (1882)
- Le Fou Chopine, commedia (adattata da Gretchen, 1883)
- Époques mémorables de l'Histoire de France: avant '89 (1884)
- Myrtille, commedia (1885)
- L'Art et les grands idéalistes, saggio (1885)
- Pour les enfants, saggio (1888)